# Banksia aculeata
Banksia épineux
Espèce
Classification phylogénétique
Banksia aculeata, le Banksia épineux, est une espèce de buisson appartenant au genre Banksia de la famille des Proteaceae. C'est une espèce endémique qui ne se trouve que dans la région de la chaîne de Stirling dans le Sud-Ouest de l'Australie occidentale.